# Европейская партия (Кипр)
Европейская партия (греч. Ευρωπαϊκό Κόμμα) — бывшая правая политическая партия в Республике Кипр, образованная в 2005 году. В марте 2016 года вошла в движение «Солидарность».

## История
Обе партии-предшественники Европейской партии — ультраправые «Новые горизонты» и правоцентристская «Европейская демократия» — считались наиболее националистическими, антитурецкими и антииммигрантскими среди греческо-кипрских партий. Партия занимала жёсткую позицию по кипрскому конфликту, отвергая любой компромисс с Турцией или Северным Кипром с доминирующим влиянием Турции, как это было предложено планом Аннана. Партия выступала за европейскую интеграцию и греческое влияние на Кипре. Она поддерживала экономическую политику свободного рынка, аналогичную политике Демократического объединения и Демократической партии. В предвыборных кампаниях партия опиралась на ксенофобские настроения, заявляя, что греки-киприоты станут меньшинством в своей собственной стране и будут подвергаться опасности со стороны криминальных нелегальных иммигрантов, которые будут занимать их рабочие места.
Партия входила в Европейскую демократическую партию.
На выборах 2006 года партия получила 5,8 % голосов и 3 из 56 мест парламента. На выборах в Европейский парламент 2009 года — 4,12 % голосов. На парламентских выборах 2011 года партия получила 3,88 % и 2 депутатских места. В 2013 году из-за разногласий Никос Кутсу, один из двух членов парламента, покинул партию и стал независимым депутатом. На выборах в Европейский парламент 2014 года партия сформировала альянс с Демократическим объединением (DISY). Оба места, полученные альянсом, достались членам DISY.

## Участие в выборах

### Парламентские выборы
| Год выборов | Голосов | %      | Парламент Республики Кипр |
| ----------- | ------- | ------ | ------------------------- |
| 2006        | 24 196  | 5,75 % | 3 из 56                   |
| 2011        | 15 711  | 3,88 % | 2 из 56                   |